# Cetopsidium morenoi
Cetopsidium morenoi és una espècie de peix de la família dels cetòpsids i de l'ordre dels siluriformes.

## Morfologia
- Els mascles poden assolir 4,3 cm de longitud total.
- Nombre de vèrtebres: 36-40.[6][7]

## Hàbitat
És un peix d'aigua dolça i de clima tropical.

## Distribució geogràfica
Es troba a Sud-amèrica: afluents occidentals de la conca del riu Orinoco a Colòmbia i Veneçuela.